# Henry R. Pease
Henry R. Pease (Winsted, 1835. február 19. – Watertown, 1907. január 2.) az Amerikai Egyesült Államok szenátora (Mississippi, 1874–1875).